# ویلیام تالبرت
ویلیام ریچارد تالبرت جونیور (به انگلیسی: William Richard Tolbert Jr.) (زادهٔ ۱۳ مه ۱۹۱۳ – درگذشته ۱۲ آوریل ۱۹۸۰) بیستمین رئیس‌جمهور لیبریا بود. وی از ۲۳ ژوئیه ۱۹۷۱ تا ۱۲ آوریل ۱۹۸۰ رئیس‌جمهور لیبریا بود.
حکومت ویلیام تالبرت در ۱۲ آوریل ۱۹۸۰، در یک کودتا به رهبری ساموئل دو سرنگون شد. ویلیام تالبرت و ۱۳ دستیارش در ملأعام اعدام شدند.